# Tadeusz Kościuszko
Andrzej Tadeusz Bonawentura Kościuszko, também conhecido como Tadeu Kosciusko em português (Mieračoŭščyna, 4 de fevereiro de 1746 – Soleura, 15 de outubro de 1817) foi um herói nacional da Polônia, general e líder da revolta contra o Império Russo em 1794, a qual recebeu seu nome. Também lutou na Guerra da Independência dos Estados Unidos, participando como coronel no Exército Continental ao lado de George Washington.
Em homenagem a Tadeusz Kościuszko, diversas localidades ao redor do mundo foram batizadas com seu nome. No Brasil, foi homenageado em logradouros nas cidades do Rio de Janeiro, de Porto Alegre, e de Duque de Caxias.
Também a montanha mais alta da Austrália, o Monte Kosciuszko, tem o seu nome.

## Primeiros anos

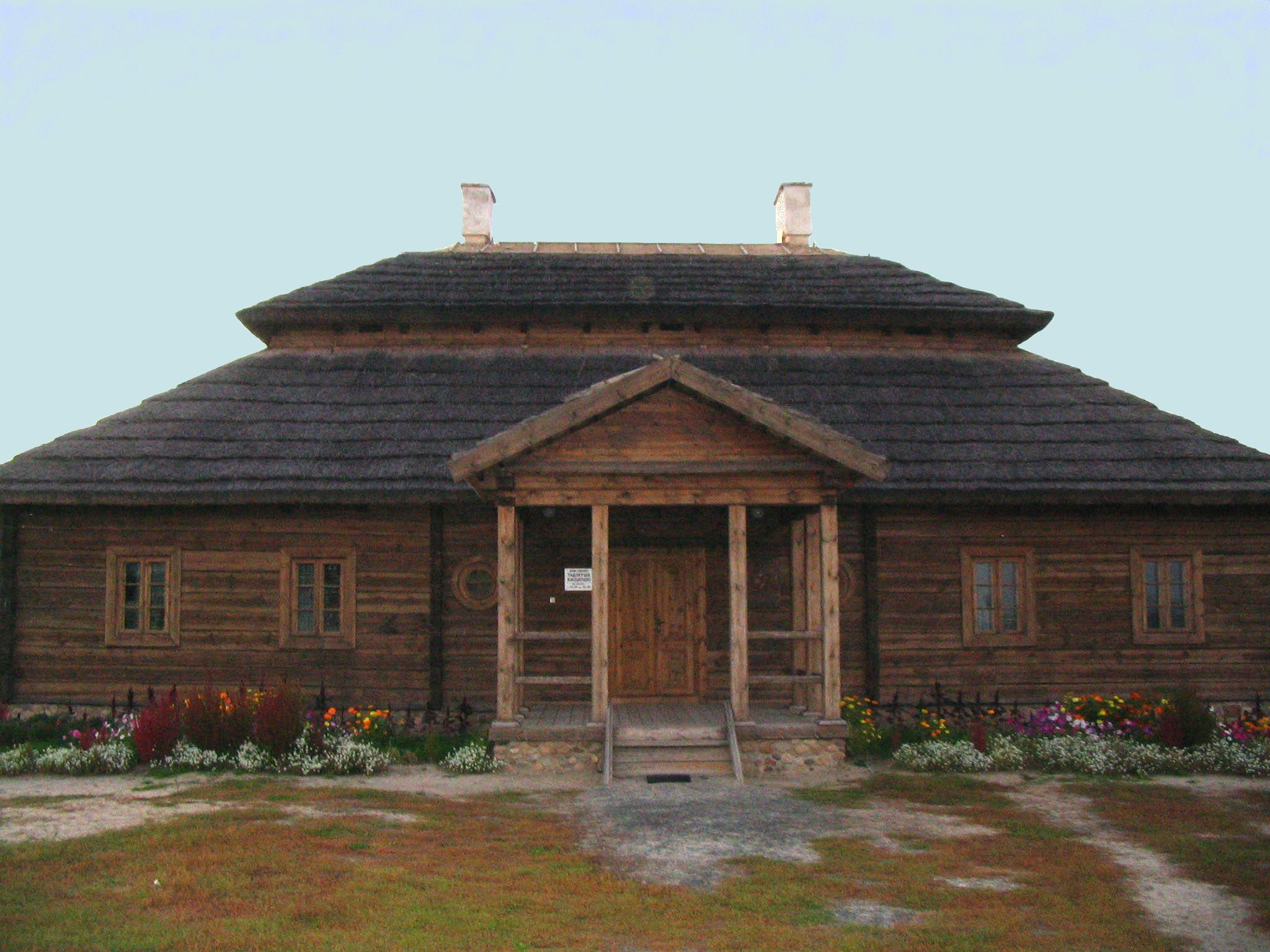
Casa natal de Kościuszko em Mieračoŭščyna, Bielorrússia

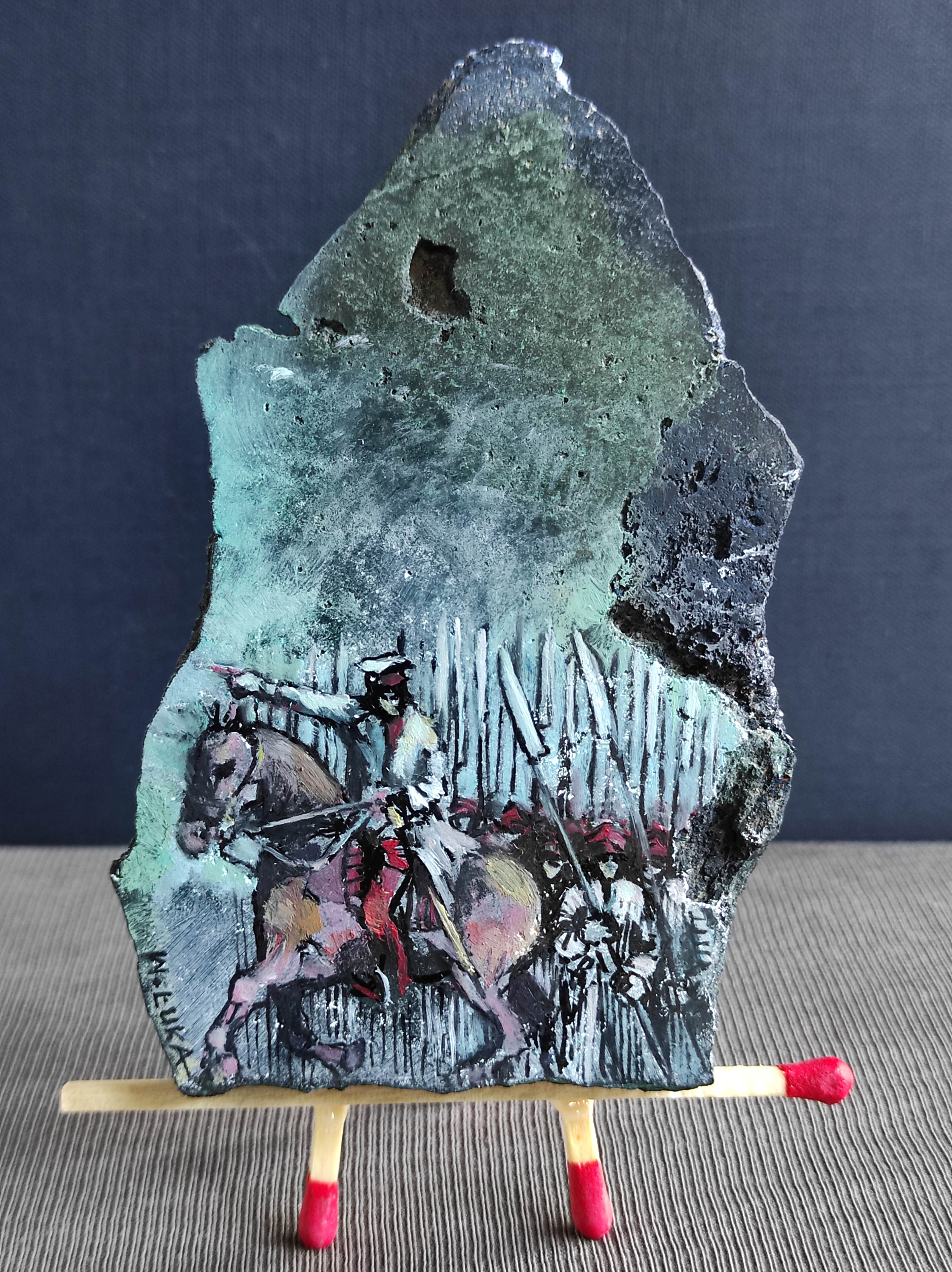
A Batalha de Racławice. Pintura de Wojciech Łuka no o Museu de Arte Profissional Miniatura Henryk Jan Dominiak em Tychy.

Kościuszko nasceu em fevereiro de 1746 numa casa da família Puslowski chamada Mereczowszczyzna (agora Merechevschina na Bielorrússia), área que estava na região da Polésia, parte da Grão-Ducado da Lituânia, parte da Comunidade Polaco-lituana ou República das Duas Nações.
Kościuszko era o filho mais novo de um szlachcic (nobre polaco), Ludwik Tadeusz Kościuszko, um oficial do exército polaco-lituano, e sua esposa Tekla, de solteira Ratomska. Tadeusz recebeu o batismo da Igreja Ortodoxa e da Igreja Católica. Como resultado dos dois batismos, ele tem os nomes de Andrzej e Tadeusz. Sua família era etnicamente lituana e rutena, podendo-se reportar a sua ascendência a Fiodorowicz Kostiuszko Konstanty, cortesão do rei polaco Sigismundo I, o Velho. Ele uma vez descreveu-se a si mesmo como um "Litvin", um termo que agora seria interpretado por fontes modernas da Bielorrússia como um termo usado para bielorrussos. No entanto, o próprio Kosciuszko não falava lituano, e a sua família se tinha polonizado no século XVII e, como grande parte da nobreza da Lituânia desse tempo, falava polaco e foi identificado com a cultura da Polónia. Em 1755, Kosciuszko começou a frequentar uma escola em Lubieszów mas nunca terminou os seus estudos devido a problemas financeiros de sua família após a morte de seu pai em 1758. Em 1765, o Rei da Polónia, Estanislau Augusto Poniatowski criou um corpo de cadetes (em polaco: Korpus Kadetów), com base no que é hoje a Universidade de Varsóvia, para educar os oficiais militares e funcionários do governo. Kościuszko foi inscrito no Corpo de Cadetes em 18 de dezembro de 1765, provavelmente com o apoio da família Czartoryski. A escola enfatizou questões de artes militares e liberais. Graduou-se em 20 de dezembro de 1766, e foi promovido ao posto de Chorąży. Ficaria como estudante e como professor até chegar ao posto de capitão em 1768.

## Viagens pela Europa

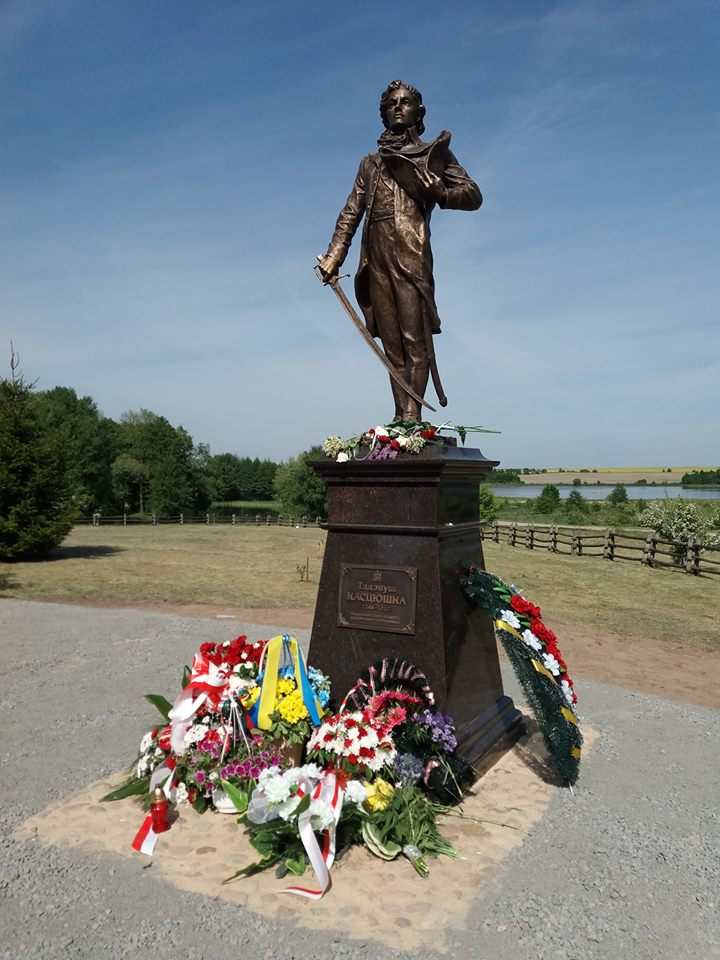
Monumento de Kościuszko em Mieračoŭščyna, Bielorrússia

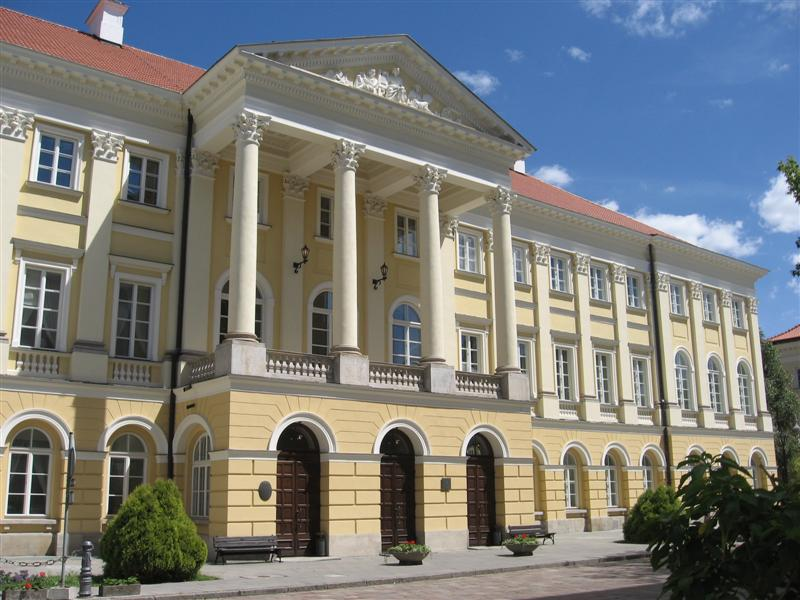
Palácio Kazimierz, em Varsóvia, onde Kościuszko frequentou o Corpo de Cadetes

Em 1768, uma guerra civil rebentou na República das Duas Nações, quando a Confederação de Bar tentou depor o rei Poniatowski. Um irmão de Kościuszko, Józef, lutou junto aos insurgentes. Frente a uma difícil eleição entre os rebeldes e os seus patrocinadores, o rei e a família Czartoryski — que estavam a favor da influência russa — Kościuszko optou por abandonar o país. Nos finais de 1769, ele e o seu colega Aleksander Orłowski partiram para Paris. Entretanto procurava ganhar uma maior instrução militar embora fosse proibido aos estrangeiros inscreverem-se em qualquer academia militar francesa. No entanto, Kościuszko aprende, frequentando aulas e as bibliotecas das academias militares de Paris. O Iluminismo, junto com a tolerância religiosa, teria grande influência na sua carreira posterior.
A primeira partição da República das Duas Nações, em 1772, o Império Russo, Prússia e Áustria anexaram grandes partes do território polaco-lituano e adquiriram influência na política interna. Quando Kościuszko finalmente regressou a casa em 1774, deparou-se com o esbanjamento, por parte do seu irmão Józef, da maior parte da escassa fortuna familiar e não tinha lugar para si no exército, já que não podia permitir-se o luxo de se inscrever na comissão de seleção de oficiais. Também teve que enfrentar uma disputa legal que afetava um dos seus irmãos. Aceitou um trabalho como professor particular na família do hetman Józef Sylwester Sosnowski e enamorou-se pela sua filha Ludwika. Planearam fugir, mas foram descobertos pelos criados do seu pai e Kościuszko foi espancado, facto que poderá ter levado à sua posterior antipatia pelas diferenças de classe. No outono de 1775, com o desejo de evitar Sosnowski e os seus criados, decidiu emigrar novamente para Paris.